# Kololi Point

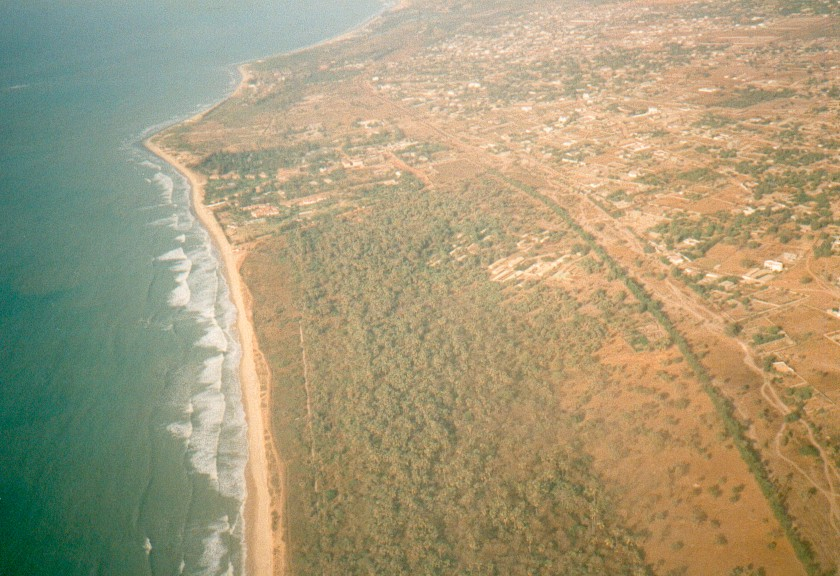
Kololi Point am Kololi Beach und Kotu Point

Das Kap Kololi Point liegt an der Küste Gambias in Westafrika zum Atlantischen Ozean. Es liegt südlich des Kotu Point bei Kololi Beach, das auch als Senegambia Area bekannt ist.